# Brentwood (California)
Brentwood es una ciudad ubicada en el condado de Contra Costa en el estado estadounidense de California. Según el censo de 2010 tenía una población de 51.300 habitantes y una densidad poblacional de 772.7 personas por km².

## Geografía
Brentwood se encuentra ubicada en las coordenadas 37°55′55″N 121°41′45″O / 37.93194, -121.69583. Según la Oficina del Censo, la ciudad tiene un área total de 30.2 km² (11.67 sq mi), de la cual 30.1 km² (11.64 sq mi) es tierra y 0.03 km² (0.01 sq mi) (0.1%) es agua.

## Demografía
Los ingresos medios por hogar en la localidad eran de $87.068 y los ingresos medios por familia eran $91.796. Los hombres tenían unos ingresos medios de $58.059 frente a los $39.585 para las mujeres. La renta per cápita para la localidad era de $33.621. Alrededor del 5.4% de las familias y del 9.3% de la población estaban por debajo del umbral de pobreza.